# Cyril Smith (homme politique)
Cyril Smith, né le 28 juin 1928 et mort le 3 septembre 2010, est un homme politique britannique.

## Biographie
Successivement membre du Parti libéral, du Parti travailliste et des Libéraux-démocrates, il est député pour la circonscription de Rochdale.
Il est impliqué dans des affaires de pédocriminalité en tant que participant et meneur, et aurait participé à des cas d'abus sexuels ritualisés satanistes. Selon une de ses victimes, Smith était très lié à la figure médiatique Jimmy Savile, également impliqué dans de nombreuses affaires de mœurs,. Lorsqu'il était député, il a partagé un bureau avec Clement Freud, qui a été lui aussi accusé de pédophilie. 